# Debrecinsko-njiređhaska biskupija
Debrecinsko-njiređhaska biskupija je biskupija u Mađarskoj, sa sjedištem u Debrecinu i Nyíregyházi.
Utemeljena je 31. svibnja 1993. godine, od dijelova Egerske nadbiskupije i Segedinsko-čanadske biskupije.
Katedralna crkva je crkva sv. Ane, a konkatedralna crkva je crkva Gospe od Mađara (Magyarok Nagyasszonya Társszékesegyház),

## Biskupi
- Ferenc Palánki 21. rujna – danas
- Nándor Bosák 31. svibnja 1993. – 21. rujna 2015.

## Vanjske poveznice
- (mađ.) Službene stranice
- (mađ.) Biskupija  Arhivirana inačica izvorne stranice od 3. srpnja 2009. (Wayback Machine)